# Caroline Clyde Holly
Caroline Clyde Holly (* 15. Juli 1866 in New York City; † 13. Juli 1943 in Castle Rock, Washington) auch bekannt unter dem Namen Carrie C. Holly, war eine US-amerikanische Politikerin im Bundesstaat Colorado. Sie saß von 1895 bis 1896 im Repräsentantenhaus von Colorado.

## Politische Karriere
Colorado war der erste Staat, in dem Frauen 1893 durch Volkswahl das Wahlrecht erhielten. Im Jahr darauf, am 6. November 1894, wurden drei Frauen in das Repräsentantenhaus von Colorado gewählt. Neben Holly waren dies Clara Cressingham und Frances S. Klock. Alle drei waren Mitglieder der Republikanischen Partei und wurden 1895 im Amt vereidigt. Jede diente eine Amtszeit, von 1895 bis 1896.

## Familie
Sie war mit dem Juristen und Politiker Charles Frederick Holly verheiratet. Dieser war Mitglied und erster Sprecher des House of Representatives of Colorado Territory und Associate justice of the Colorado Territorial Supreme Court.